# 驼房营站
驼房营站是北京地铁12号线一座车站，位于北京市朝阳区酒仙桥街道万红路与驼房营路交叉口东侧。本站于2024年12月15日随12号线一期开通运营。

## 车站结构

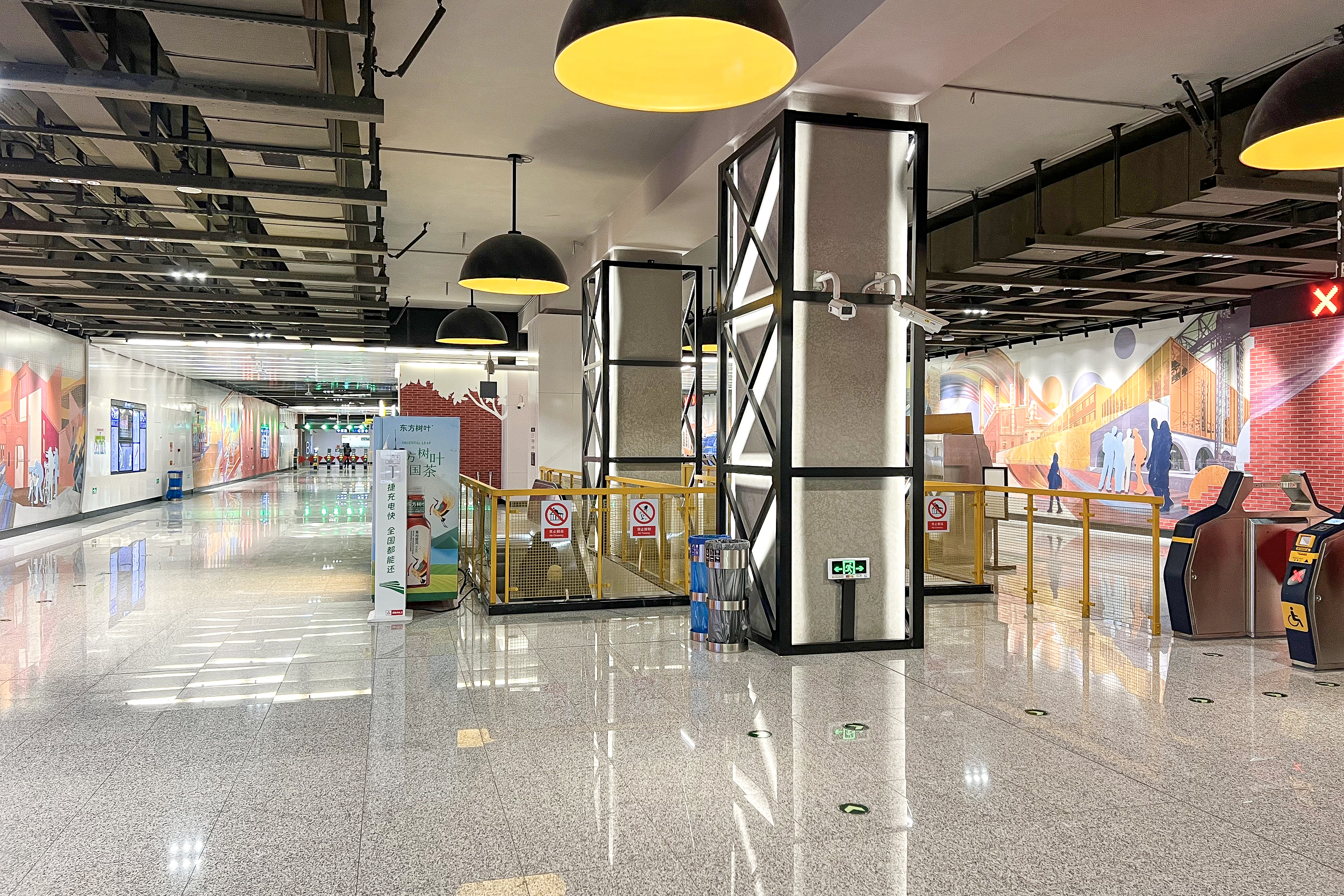
站厅

本站为地下二层单柱岛式车站。因临近798艺术区，车站装饰采用工业风格，站厅内亦设有邢晓林、李铮、耿笑冰创作的陶瓷艺术壁画《记忆》《承载》《致敬》《出发》，展现798、751工厂的发展历程。
| 地面     | 街道                       | 出入口                           |
| 地下一层 | 站厅                       | 客务中心、自动售票机、进出站闸机 |
| 地下二层 |                            | █ 12号线往四季青桥（高家园）     |
| 地下二层 | 岛式站台，左侧开门         |                                  |
| 地下二层 | █ 12号线往东坝北（东坝西） |                                  |

## 历史
本站工程名为酒仙桥站，后于12号线站名预案中改为驼房营站，2024年1月3日正式定名为驼房营站。

## 出入口
本站共有4个出入口。
|                       |            |                  |      |            |
| 编号                  | 指示       | 建议前往的目的地 | 图片 | 无障碍设施 |
| 出口 · A · 升降机标志 | 万红路     |                  |      |            |
| 出口 · B              | 产业园中路 |                  |      | 不適用     |
| 出口 · C · 升降机标志 | 万红路     |                  |      |            |
| 出口 · D              | 万红路     |                  |      | 不適用     |
| 註： 設有             |            |                  |      |            |